# Bournoncle-Saint-Pierre
Bournoncle-Saint-Pierre település Franciaországban, Haute-Loire megyében. Lakosainak száma 1051 fő (2022. január 1.). Bournoncle-Saint-Pierre Beaumont, Cohade, Lempdes-sur-Allagnon, Saint-Géron és Vergongheon községekkel határos.

## Népesség
A település népességének változása:
| Lakosok száma | 1142 | 1049 | 994  | 997  | 1002 | 1001 | 991  | 998  | 1002 | 1051 |
|               | 1968 | 1982 | 1990 | 2006 | 2013 | 2015 | 2017 | 2019 | 2020 | 2022 |